# Stalagmia tenera
Stalagmia tenera là một loài bướm đêm trong họ Geometridae.